# كأس رابطة الدول المستقلة 1994
كأس رابطة الدول المستقلة 1994 هو الموسم 2 من كأس رابطة الدول المستقلة. أقيم خلال الفترة 29 يناير 1994 وحتى 4 فبراير 1994، وكان عدد الأندية المشاركة فيه 16، وفاز فيه سبارتاك موسكو.